# ميغيل ليتين
ميغيل إرنستو ليتين كوكوميديس (ولد في 9 أغسطس 1942) هو مخرج سينمائي وكاتب سيناريو ومنتج أفلام وروائي تشيلي من أصل فلسطيني. ولد في بالميلا، وادي كولتشاجوا. تشيلي.

## حياته المهنية
أخرج ميغيل ليتين فيلم El Chacal de Nahueltoro (1969)، ليصبح شخصية بارزة في السينما اللاتينية الأمريكية الجديدة. تم نفي ليتين إلى المكسيك بعد وقت قصير من وصول أوغستو بينوشيه إلى السلطة في انقلاب عسكري أطاح بالرئيس سلفادور الليندي، في 11 سبتمبر/أيلول 1973. تم إدخال فيلمه الأرض الموعودة عام 1973 في مهرجان كان السينمائي، ومهرجان نيويورك السينمائي، ومهرجان موسكو السينمائي الدولي الثامن.

### في المكسيك، أخرج العديد من الأفلام:
- رسائل من ماروسيا، استنادًا إلى إضراب عمال المناجم في تشيلي. تم ترشيح فيلم رسائل من ماروسيا لجائزة الأوسكار لأفضل فيلم بلغة أجنبية. حائز على 9 جوائز أرييل، بما في ذلك جائزة أفضل مخرج، وأفضل سيناريو، وأفضل فيلم من أكاديمية السينما المكسيكية. قام الممثل الإيطالي جيان ماريا فولونتي بدور البطولة، وقام ميكيس ثيودوراكيس بتأليف الموسيقى الأصلية للفيلم.[4]
- ( يعيش الرئيس ) استنادًا إلى رواية أليخو كاربنتير  ( أسباب الدولة )؛ إنتاج مشترك مع المكسيك وفرنسا وكوبا. المسابقة الرسمية لمهرجان كان السينمائي. من إنتاج كوستا جافراس وميشيل راي.
- أرملة مونتييل ، بطولة جيرالدين تشابلن ، استنادًا إلى قصة قصيرة لغابرييل غارسيا ماركيز. المسابقة الرسمية لمهرجان برلين السينمائي.

ثم ذهب إلى نيكاراغوا لتصوير فيلم السينو والكندور (فيلم 1982)، المقتبس من رواية Alsino للكاتب بيدرو برادو. دين ستوكويل في الشخصية الرئيسية. فازت الأفلام بالعديد من الجوائز حول العالم وتم ترشيحها لجائزة الأوسكار لأفضل فيلم أجنبي. في عام 1981، كان عضوًا في لجنة التحكيم في مهرجان موسكو السينمائي الدولي الثاني عشر.
بعد انتقاله إلى إسبانيا في عام 1984، قرر ليتين الدخول سراً إلى تشيلي لتصوير فيلم وثائقي بعنوان "Acta General de Chile" والذي أظهر حالة البلاد في ظل نظام بينوشيه. وقد أصبح موضوع كتاب الحائز على جائزة نوبل غابرييل غارسيا ماركيز " سري في تشيلي: مغامرات ميغيل ليتين" . يروي هذا الكتاب مغامراته السرية في تشيلي أثناء كشفه عن النظام. حقق فيلمه الوثائقي "العمل العام في تشيلي" الذي استغرقت مدته أربع ساعات نجاحاً كبيراً في جميع أنحاء العالم وفاز بثلاث جوائز كبرى في مهرجان البندقية السينمائي وهي جائزة فيبريسي، وجائزة الفضاء الحر للمؤلف، والميدالية الذهبية لمجلس الشيوخ الإيطالي.
في عامي 1989 و1990، أخرج فيلم "ساندينو" وهو إنتاج أوروبي مشترك مذهل شارك فيه كريس كريستوفرسون، ودين ستوكويل، وأنجيلا مولينا، وخواكين دي ألميدا في الشخصيات الرئيسية.
عاد في نهاية المطاف إلى تشيلي حيث واصل صنع الأفلام، من بينها "أرض النار" [الإنجليزية] ، استنادًا إلى مغامرات المستكشف جوليوس بوبر؛ الاختيار الرسمي لمهرجان كان السينمائي؛ و "داوسون، الجزيرة 10" ، حول مجموعة من السجناء السياسيين الذين تم إرسالهم إلى جزيرة داوسون أثناء نظام بينوشيه. المسابقة الرسمية لمهرجان روما السينمائي.
كان ميغيل ليتين رئيسًا لبلدته في وادي بالميلا الأوسط من عام 1992 إلى عام 1994 وأعيد انتخابه للفترة من 1996 إلى 2000.
تم ترشيح أفلامه Actas de Marusia و Alsino and the Condor من قبل أكاديمية فنون وعلوم الصور المتحركة لأفضل فيلم بلغة أجنبية. فاز فيلم ألسينو والكوندور بالجائزة الذهبية في مهرجان موسكو السينمائي الدولي الثالث عشر.
تم إدخال فيلمه "القمر الأخير" لعام 2005 في مهرجان سياتل السينمائي، ومهرجان لوس أنجلوس السينمائي، ومهرجان موسكو السينمائي الدولي السابع والعشرون.

## فيلموغرافيا
| سنة      | عنوان                                                                     |
| -------- | ------------------------------------------------------------------------- |
| 1969     | إل تشاكال دي ناهويلتورو ( ابن آوى ناهويلتورو )                            |
| 1971     | الرفيق الرئيس (وثائقي)                                                    |
| 1973     | لا تييرا بروميتيدا ( الأرض الموعودة )                                     |
| 1974     | أكتاس دي ماروسيا ( رسائل من ماروسيا )                                     |
| 1978     | El Recurso del método ( يعيش الرئيس )                                     |
| 1980     | لا فيودا دي مونتيل ( أرملة مونتييل )                                      |
| 1981     | السينو والكوندور ( السينو والكوندور )                                     |
| 1986     | اكتا جنرال دي شيلي (وثائقي)                                               |
| 1990     | ساندينو                                                                   |
| 1994     | لوس ناوفراجوس                                                             |
| عام 2000 | أرض النار                                                                 |
| 2002     | لوس كامينوس دي لا إيرا؛ كرونيكاس بالستيناس ( التاريخ الفلسطيني ) (وثائقي) |
| 2002     | إل أباندارادو                                                             |
| 2005     | لا ألتيما لونا ( القمر الأخير )                                           |
| 2009     | داوسون، إيسلا 10                                                          |
| 2014     | Allende en su Laberinto ( الليندي في متاهة )                              |